# 네브래스카 준주
네브래스카 준주(Nebraska Territory)는 1854년 5월 30일에서 1867년 3월 1일까지 존재한 미국의 자치 영토, 즉 준주이다. 네브래스카는 미국의 37번째 주로서 승격하여 준주 시대가 끝났다. 네브래스카 준주는 1854년의 캔자스 네브래스카 법에 의해 만들어졌다. 준주의 주도는 오마하였다.

## 역사
1864년에 권한부여법이 연방 의회를 통과했다. 헌법 제정 회의 대의원이 선정되었는데, 이 회의에서는 헌법을 제정하지 않았다. 2년 후인 1866년에 헌법이 기초되어 투표에 회부되었었다. 이 헌법은 만장일치로 승인되었다. 그러나 헌법에 선거권을 ‘자유 백인 남성’으로 제한하는 조항이 있었기 때문에, 네브래스카가 주로 승격하는 것이 거의 1년 늦추어졌다. 주 승격을 위한 1866년 권한부여 법안은 앤드루 존슨 대통령의 묵살 거부권 (대통령이 법안에 10일 이내 서명하지 않으면 간접 거부권)의 대상이 되었다. 연방 의회가 1867년에 다시 소집되고, 네브래스카 헌법에서 선거권 조항을 삭제하여 수정한다는 조건으로 새로운 주 승격 법안이 통과되었다. 이 법안도 존슨 대통령이 거부했지만, 의회는 그 거부를 무효화시켰다.

### 주도를 둘러싼 논쟁
오마하 시는 새로운 주의 주도가 될 것을 간절히 원했다. 1854년부터 현지 사업가 오마하 클레임 클럽을 결성하고 오마하를 주도로 지정하도록 계속 준주 의회를 설득할 계획을 실행했다. 의회 의원에게 수여하는 토지를 확보하려는 그들의 적극적인 행동은 스쿠리프 타운이라 불리며, ‘베이커 대 모튼 사건’에 대한 판결에서 위법으로 알려졌다.
1858년 1월, 한 무리의 대의원들이 네브래스카 준주 의회를 불법으로 플로렌스로 이동시켜 국회 의사당에서 폭력 소동이 일어났다. 오마하에서 주도로 유치하기 위한 법안에 대한 투표가 여러 번 발생한 후 네브래스카 시티, 플로렌스 및 기타 오마하 이외로 소집된 자치 단체에서 대의원들이 논쟁을 벌였다. 주도 이전을 위한 투표에서 다수표를 얻어 모두가 동의했음에도 불구하고 ‘플로렌스 의회’는 네브래스카 준주 주지사를 움직일 수 없었다. 오마하는 네브래스카가 주로 승격 1867년까지 계속 주도가 되었다.

### 초기 개척자
1800년대 초반부터 1867년까지, 네브래스카 준주는 1806년에 현재 벨뷰 땅에 설립된 폰튼넬스 포스트를 포함한 여러 교역 기지, 요새와 마을이 건설되었다. 1823년의 모피 교역 기록에 처음 언급되어 있다. 현재 노스 오마하의 닷지 공원 근처에 마누엘 리사에 의해 설립된 리사 요새는 1812년 만들어졌지만, 리사는 이전에 미주리 강 상류인 몬태나와 노스 다코타에 기지를 마련했다. 랭커스터의 초기 마을이 1856년에 건축된 후에 링컨이라고 명명되었다. 이때 새러토가와 사우스 네브래스카 시티, 플로렌스도 만들어졌다.
1819년 앳킨슨 요새는 카운실 블러프에 건축되었다. 1822년 미주리 강 근처에 사반스의 교역 기지가 건설되었다. 예수 그리스도 후기성도 교회의 지도자 중 하나가 1846년에 카토라즈 파크를 설립하였고, 벨뷰는 1853년에 준주가 되었다. 1854년에는 미군과 선주 인디언 간의 갈등으로 구랏탄의 학살이 일어났다. 근처 오마하 시티는 1854년에 건설되었고, 네브래스카 시티와 키니는 1855년에 준주가 되었다. 영향력 있는 갈색 건물과 폰타넬 마을도 그 해에 건축되었다.

## 경계
네브래스카의 초기 경계 (기본법에서 규정된 것)은 루이지애나 인수에서 얻은 영역의 대다수가 포함됐다. 각 방향의 경계는 다음과 같았다.
- 남쪽 경계 : 북위 40 도선 (현재 캔자스의 경계)
- 서쪽 경계 : 대륙 분수령 ( 태평양 도 대서양 분수령)
- 북쪽 경계 : 북위 49 도선 (미국 · 캐나다 국경)
- 동쪽 경계 : 화이트 어스 강과 미주리 강

## 발전
네브래스카 준주의 만들어졌을 때 그 지역은 대평원의 북부 대부분, 미주리 강 유역 상류의 대다수 및 록키산맥 북부의 동쪽까지 확대했다. 1860년대에 새로운 준주가 만들어지고, 네브래스카 준주는 서서히 그 크기가 작아져 갔다.
1861년 2월 28일에, 북위 41 도선 남쪽, 서경 102도 3분(워싱턴 DC의 25도 서쪽)보다 서쪽으로 콜로라도 준주가 만들어졌다 (현재 포트 콜린스, 그 릴리 및 기준선 도로보다 북쪽 볼더 부분이 포함되었다).
1861년 3월 2일, 다코타 준주가 창설되었다. 지금까지의 네브래스카 준주 영역에서 북위 43 도선(현재 사우스 다코타와 네브래스카주 경계선) 이북 지역을 모두 가지고 있었고, 더욱 북위 43도선과 케야파하 강과 니오부라라 강 사이의 현재는 네브래스카주 영역도 했다 (이 땅은 1882년 네브래스카에 반환). 다코타 준주를 설립하는 법률은 네브래스카에 현재 와이오밍주 남서부가 되었다, 북위 41도선과 43도선과 서경 110도 3분(워싱턴 DC의 33도 서쪽)과 대륙 분수령으로 포위된 유타 준주와 워싱턴 준주의 작은 영역을 포함하는 조항도 있었다. 이들 지역은 루이지애나 인수의 일부가 아닌 오리건 컨트리의 일부이며, 1846년에 미국의 영토가 되었다.
1863년 3월 3일, 아이다호 준주가 서경 104도 3분(워싱턴 DC의 27도 서쪽)에서 서쪽 영역을 모두 가지고 갔다.

## 같이 보기
- 캘리포니아 가도
- 오리건 가도